# Biographies de femmes exemplaires
Biographies de femmes exemplaires  (列女傳, Liènǚ Zhuàn) est un dictionnaire biographique rédigé par le lettré de la dynastie Han, Liu Xiang, vers 18 av. J.-C.. Il est composé de 125 entrées biographiques de femmes exemplaires de la Chine antique, tirées des premières histoires chinoises comme les Annales des Printemps et Automnes, Zuo Zhuan et le Shiji.
Le livre a servi de manuel confucianiste standard pour l'éducation morale des femmes en Chine traditionnelle pendant deux millénaires.

## Description
Les biographies sont divisées en huit rouleaux, dont le huitième addendum est de la main d'un éditeur non identifié.
| Chapitre | Chinois     | Traduction                       |
| -------- | ----------- | -------------------------------- |
| 1        | 母 儀 傳    | Modèles de matrones              |
| 2        | 賢 明 傳    | Les Dignes et éclairées          |
| 3        | 仁 智 傳    | Les Bienveillantes et sages      |
| 4        | 貞 順 傳    | Les Chastes et obéissantes       |
| 5        | 節 義 傳    | Les Femmes de principe et justes |
| 6        | 辯 通 傳    | Les Oratrices accomplies         |
| 7        | 孽 嬖 傳    | Les Favorites dépravées          |
| 8        | 續 列 女 傳 | Biographies supplémentaires      |

Ce livre suit les lièzhuàn (列傳, « biographies parées »), un format biographique établi par l'historien chinois Sima Qian. Le mot liènǚ (列女, « Femmes célèbres dans l'histoire »), souvent compris comme liènǚ (烈女, « femmes martyres »), que les néo-confucianistes utilisaient pour dire « femme qui se suicide après la mort de son mari plutôt que de se remarier ; femme qui meurt défendant son honneur ».
La Chinese Text Initiative de l'université de Virginie fournit en ligne une édition de Lienu Zhuan, qui inclut le contenu en chinois et les images numérisées d'un livre de la dynatsite Song imprimé au bloc de bois avec des illustrations de Gu Kaizhi (ca. 344-405) de la dynastie Jin.

## Biographies incluses
Parmi les femmes dont est faite la biographie, sont à noter :
- Meng Mu (zh) (孟母), la mère de Mencius, qu'il a élevé seule dans la pauvreté
- Zheng Mao (鄭瞀), épouse du Roi Cheng de Chu, dont elle était le conseiller
- Ban Jieyu (班婕妤), poétesse et avocate
- Zhao Feiyan (趙飛燕), impératrice, puissante courtisane
- Impératrice Wang (王皇后), dernière impératrice des Hans occidentaux
- Impératrice Ma (en) (馬皇后), conseillère politique connue pour sa modestie et sa frugalité
- Pang E (en) (龐娥), noble à l'époque des Trois Royaumes de Chine, a décapité l'assassin de son père avant de se rendre
- Xiahou Lingnu (en) (夏侯令女), noble à l'époque des Trois Royaumes de Chine, a refusé de se remarier après que sa famille politique ait été exécutée pour haute trahison
- Bo Ying (en) (伯嬴), mère du Roi Zhao de Chu, a combattu son violeur potentiel avec un couteau et lui a fait la leçon sur la moralité.